# لي كوك
لي كوك (بالإنجليزية: Lee Cook)‏ (3 أغسطس 1982 بهامرسميث في المملكة المتحدة - ) هو لاعب كرة قدم بريطاني في مركز الوسط. لعب مع تشارلتون أثلتيك وكوينز بارك رينجرز ونادي أبولون سميرني ونادي بارنت ونادي فولهام ونادي واتفورد ونادي يورك سيتي ونادي ليتون أورينت وEastleigh F.C. ‏ وAylesbury United F.C. ‏.

## وصلات خارجية
- لي كوك على موقع قاعدة بيانات كرة القدم.إي يو (الإنجليزية)
- لي كوك على موقع Soccerbase.com (لاعب) (الإنجليزية)
- لي كوك على موقع Soccerway.com (الإنجليزية)